# KaBuM!
KaBuM! é um comércio eletrônico brasileiro de tecnologia, especializado em hardware, linha gamer, eletrônicos, smart home e smartphones, fundado em maio de 2003, na cidade de Limeira, São Paulo, pelos irmãos Leandro e Thiago Ramos. Os centros de distribuição do KaBuM! estão localizados no interior de São Paulo, no estado de Espírito Santo e no estado de Santa Catarina, com sedes administrativas no Brasil e nos Estados Unidos. Entre as marcas comercializadas pelo e-commerce estão: NVIDIA, Intel, AMD, Gigabyte, Kingston, Corsair, Razer, Asus, Samsung, Husky e LG. Entre os investimentos do KaBuM! está a construção de um estúdio próprio, o KaBuM! TV, para a produção de análises, unboxing, testes, cobertura de eventos, entrevistas e séries, divulgados via canal do YouTube. Em julho de 2021, foi adquirido pelo Magazine Luiza.

## História
O KaBuM! foi fundado pelos irmãos Leandro e Thiago Ramos, em maio de 2003, em São Paulo, com operação 100% on-line desde a sua criação. Os próprios fundadores foram responsáveis por desenvolver a plataforma do comércio eletrônico, especializada na venda de produtos de hardware, linha gamer, periféricos, smart home, smartphones e eletrônicos. As entregas aos clientes eram realizadas via Agência dos Correios, sendo ampliadas para demais serviços, de acordo com a região de destino dos pedidos, a exemplo da UPS e TNT.
Com os pedidos dos consumidores distribuídos em todo o país, os Centros de Distribuição do Grupo KaBuM! estão localizados no interior dos Estados de São Paulo e Espírito Santo, sendo o último o maior em área disponível, com cerca de 12 mil m². O número total de colaboradores em atividade na empresa é de mais de 1000 pessoas.
Em 2013, o e-commerce inaugurou seu escritório nos Estados Unidos, no estado da Florida, com o objetivo de acompanhar os lançamentos das fabricantes de tecnologia e negociar a disponibilidade dos produtos em solo brasileiro, em um prazo mais ágil.
Outro investimento do KaBuM! foi aplicado nos serviços disponíveis para entrega, em 2015, a exemplo de um Boeing 727-200 Full Cargo, dedicado ao e-commerce, com capacidade para transportar 25 toneladas por voo às principais capitais do país.
Quanto às modalidades de pagamento, o e-commerce de tecnologia possibilita aos clientes, compras via Pix, boleto bancário e cartão de crédito, por meio das bandeiras MasterCard, Visa, American Express, Hipercard, Elo e Diner Club International; via débito, pelo Banco Itaú e Banco do Brasil; além da Carteira Eletrônica PayPal. Entre as campanhas mais tradicionais, promovidas pelo KaBuM!, destacam-se o Mega Maio e o Black Friday.
O KaBuM! também apoia projetos que envolvem inovação e o terceiro setor. Entre as instituições está a Associação Limeirense de Proteção aos Animais (ALPA), que desde 1996 tem sob sua tutela mais de 100 animais idosos, entre cães e gatos, realizando ainda eventos para angariar fundos e campanhas de doação e castração. Além de destinar a doação da Nota Fiscal Eletrônica à entidade, o KaBuM! criou um website para a ONG e disponibilizou aos clientes a opção de doar valores (R$1, R$2, R$5 e R$10), adicionados à compra no site do e-commerce. As iniciativas do KaBuM! envolvem, ainda: doação de um computador e periféricos à Lorena, do canal de YouTube Careca TV (abril de 2016); doação de uma placa de vídeo e produção do uniforme da equipe de Robótica NoBox Robotics (setembro de 2016), da Universidade Federal do ABC, e a doação de um computador e periféricos a uma ação promovida pela Fundação Make-a-Wish (junho de 2017), instituição de apoio às crianças portadoras de doenças graves, com atuação em quase 50 países.
Em janeiro de 2018, o e-commerce lançou o TecMasters KaBuM!, um reality show direcionado à tecnologia, com provas de habilidade e conhecimento dos participantes, sobre equipamentos hardware e fabricantes do segmento. O programa, que conta com um total de oito episódios, está disponível no canal do KaBuM! TV, no YouTube. 
O e-commerce também está presente em outras redes sociais, como Facebook, Instagram, Twitter e grupo de ofertas no Telegram.

## Operações
O KaBuM! conta com três centros de distribuição, localizados na região sudeste de São Paulo, no litoral do Espírito Santo e no interior de Santa Catarina. Inicialmente, o estoque e RMA da empresa se concentravam em Limeira. Em 2015, a partir de um projeto de expansão de portfólio, o e-commerce passou a operar também no estado do Espírito Santo, na cidade de Viana. O KaBuM! não possui loja física no Brasil ou demais países, sendo sua operação 100% on-line.

## Reconhecimento
Loja Diamante pela Ebit. 
1ª lugar no Prêmio Reclame Aqui 2021, categoria Informática - E-commerce. 

## Nos esportes eletrônicos
Em 2013, a empresa iniciou um projeto direcionado ao cenário de esportes eletrônicos, com a criação do KaBuM! Esports, envolvendo investimentos em equipes de FIFA, Counter-Strike: Global Offensive, Free Fire e League of Legends.
A KaBuM! é uma das principais equipes participantes do CBLOL. Atuante desde 2014 na modalidade, a equipe já conquistou 4 títulos.

## Calendário de promoções anuais
O KaBuM! estrutura seu calendário comercial em torno de eventos sazonais e datas comemorativas próprias, que se tornaram recorrentes e aguardadas por seu público. Essas campanhas promocionais combinam ofertas de produtos com iniciativas de engajamento, como campeonatos de esportes eletrônicos e conteúdos interativos, visando reforçar a presença da marca nos segmentos de tecnologia e games.«Datas de eventos»

A primeira grande campanha do ano é o “Mega Maio”, um evento que celebra o aniversário da empresa. A promoção é caracterizada por um período extenso de ofertas em diversas categorias de produtos do site.«Mega Maio KaBuM!» Na edição de 2025, a campanha ocorreu entre 30 de abril e 2 de junho, com descontos anunciados de até 80% em itens selecionados, conforme o regulamento oficial.«Regulamento Promoção "MEGA MAIO 2025"» (PDF)«KaBuM! Mega Maio | CanalTech». KaBuM!
Em seguida, o “Julho Gamer” direciona suas ações para o público de jogos eletrônicos, integrando promoções de produtos a um calendário competitivo de e-sports. A campanha busca fortalecer o vínculo da marca com a comunidade gamer por meio da organização de torneios.«Julho Gamer 2025» Em 2025, o evento promoveu campeonatos de jogos como Counter-Strike 2, League of Legends e Street Fighter 6, com premiações totais superiores a R$ 170 mil, além de ofertar descontos de até 70% em produtos.«KaBuM! incentiva cenário de games e e-sports com campeonatos durante o Julho Gamer». N4 News«KaBuM! inicia campanha Julho Gamer 2025 com foco em promoções e torneios»
A “Black Friday” representa o principal período de vendas do segundo semestre, sendo iniciada por uma fase preparatória chamada "Esquenta Black Friday".«Regulamento Esquenta Black Friday KaBuM! 2024» (PDF). KaBuM!. 2024. Consultado em 17 de julho de 2025 A estratégia da campanha se baseia na oferta de cupons de desconto e na disponibilização de estoques limitados para produtos de alta demanda, incentivando a compra imediata. Em 2024, o evento principal ocorreu entre 27 de novembro e 2 de dezembro.

A “Cyber Monday” funciona como uma extensão da Black Friday, prolongando o período de ofertas. A campanha mantém os descontos em categorias de produtos de tecnologia e games, dando aos consumidores uma oportunidade adicional de compra.«Cyber Monday KaBuM!» Em 2024, a Cyber Monday ocorreu simultaneamente ao final da Black Friday, estendendo-se até 2 de dezembro e oferecendo descontos que, somados aos da campanha principal, chegaram a até 90%.
Para além das promoções, a empresa mantém canais de conteúdo para engajamento contínuo com seu público. O canal oficial no YouTube publica análises de produtos, coberturas de eventos e séries originais.
O servidor no Discord, expandido em agosto de 2024, funciona como um ecossistema interativo com canais temáticos e um sistema gamificado que recompensa a participação dos usuários com créditos ("Koins") para uso no e-commerce.«KaBuM! cria ecossistema no Discord e une e-sports e e-commerce em experiência personalizada» Complementarmente, o Blog KaBuM! (anteriormente TecMasters) publica notícias, artigos técnicos e guias, posicionando a empresa como uma fonte de informação para entusiastas de tecnologia.«Blog KaBuM!»

## Ferramenta “Monte seu PC”
Lançada em agosto de 2023, a “Monte seu PC” é uma ferramenta on-line que guia o consumidor na escolha de componentes compatíveis para um computador personalizado. O sistema bloqueia combinações incompatíveis (por exemplo, soquetes de CPU e placas-mãe diferentes) e calcula automaticamente a potência mínima da fonte de alimentação. Ao finalizar a compra, o pedido segue para uma área dedicada no centro de distribuição de Viana (ES), onde técnicos da parceira Customiza realizam a montagem, testes de estresse e instalação preliminar do sistema operacional antes do envio ao cliente.

O KaBuM! apresenta a ferramenta como um facilitador de entrada ao mercado de hardware: o blog oficial destaca a checagem de compatibilidade em tempo real e a possibilidade de converter a lista de peças em carrinho com um clique, reduzindo o tempo entre a pesquisa e a compra.  Em 2024, o serviço já respondia por mais de 3 % dos embarques totais da empresa, indicando adesão crescente entre usuários que preferem receber a máquina pronta para uso.